# اس‌ام او-۱۷ (آلمان)
اس‌ام او-۱۷ (به آلمانی: SM U 17) یک او-بوت نیروی دریایی امپراتوری آلمان بود.

## تاریخچه عملیاتی
در جریان جنگ جهانی اول، او-۱۷ روز ۲۰ اکتبر سال ۱۹۱۴ در فاصله ۲۲ کیلومتری از ساحل نروژ گیلترا، کشتی باری بریتانیایی را غرق کرد. این نخستین بار در تاریخ بود که یک کشتی تجاری توسط یک زیردریایی غرق می‌شد. به هر صورت این اقدم کاملاً بر اساس قوانین بین‌المللی صورت پذیرفت؛ به گونه‌ای که ابتدا خدمه کشتی باری به قایق‌های نجات تخلیه گشتند و سپس شناور با گشوده شدن دریچه‌های درون آن غرق شد.